# Ken Naganuma
Ken Naganuma, född 5 september 1930 i Hiroshima prefektur, Japan, död 2 juni 2008, var en japansk fotbollsspelare.